# オールドファッションカップケーキ
『オールドファッションカップケーキ』は、佐岸左岸による日本のボーイズラブ漫画作品。『ihr HertZ』（大洋図書）にて2019年3月号（2019年1月31日発売）から2020年1月号（2019年11月30日発売）まで連載された。続編『オールドファッションカップケーキ with カプチーノ』が2020年7月号（5月29日発売）から2021年5月号（3月31日発売）まで連載されたのち、読み切り『オールドファッションカップケーキ with からあげ』が2022年1月号（2021年11月30日発売）に掲載され、第3作『オールドファッションカップケーキ in マイピクニック』が2022年3月号（1月31日発売）より連載中。
2020年12月には「このBLがやばい！」2021年度版コミック部門2位、2021年4月には「ちるちるBLアワード2021」コミック部門1位を獲得した。
2022年6月から7月まで、フジテレビオンデマンド・Rakuten TVにてテレビドラマ（全5話）が配信開始され、同年8月から9月までフジテレビ関東ローカルで地上波放送された。

## あらすじ
少し憂鬱なサラリーマン39歳・野末草苗を、やや無愛想だが信頼厚い部下の29歳・外川実は野末に密かに恋心を抱いていた。そんな中、休日の時間も割いて外川による野末のアンチエイジング大作戦として、女子で賑わうパンケーキ店に2人で行くことになる。

## 登場人物

### 主要人物
野末草苗（のずえ さなえ）演:武田航平
皆からの信頼も熱いが何事にも欲が無く同じ毎日を過ごすだけの自分に最近少し憂鬱を感じる39歳。
外川とのアンチエイジングを経て徐々に心身の変化をもたらす。
外川実（とがわ みのる）演:木村達成
やや不愛想ながら仕事はできる29歳。ある事をきっかけに入社時から野末に対し密かに恋心を抱く。アンチエイジングと称して野末と休日を過ごす。

## 書誌情報
- 佐岸左岸『オールドファッションカップケーキ』 大洋図書（ihr HertZ Series）、既刊2巻（2021年5月1日現在）
  1. 『オールドファッションカップケーキ』 2020年1月4日発売[5]、ISBN 978-4-81-303247-2
  2. 『オールドファッションカップケーキ with カプチーノ』 2021年5月1日発売[6]、ISBN 978-4-81-303282-3

## ドラマCD
フィフスアベニューより発売。第1弾『オールドファッションカップケーキ』は2020年8月26日に、第2弾『オールドファッションカップケーキwithカプチーノ』は2021年12月22日に発売された。

### キャスト
出典：
- 野末 - 興津和幸
- 外川 - 阿座上洋平
- 柿谷 - 高橋伸也
- 中村 - 蟹江俊介
- 桐島 - 李知恵
- 河野 - 松嶌杏実
- 安藤 - 粟津貴嗣
- 辻 - 松浦義之
- 神崎 - 池田彩夏

## テレビドラマ
2022年6月13日から7月4日まで、フジテレビオンデマンド・Rakuten TVで全5話が配信開始された。主演は武田航平と木村達成。

### キャスト
- 野末 (39)：武田航平
- 外川 (29)：木村達成
- 中村：水石亜飛夢
- 河野：斎藤さらら
- 佐々木：鮎川桃果
- 今泉：坂東駿
- 桐島：吉井怜

### スタッフ（テレビドラマ）
- 原作 - 佐岸左岸「オールドファッションカップケーキ」（大洋図書「H&C Comics ihr HertZ Series」刊）
- 脚本 - 宮本武史
- 監督 - 加藤綾佳
- 音楽 - 西村大介/DUNK
- プロデューサー - 根本裕美（バップ）、鹿内植（フジテレビ）、片山武志、松浦朋子
- 制作プロダクション - 日本出版販売
- 製作 - 「オールドファッションカップケーキ」製作委員会

### 放送日程
| 話数  | サブタイトル            | 配信開始 |
| ----- | ----------------------- | -------- |
| 第1話 | パンケーキは後悔の味    | 06月13日 |
| 第2話 | 彼にお似合いのスーツ    | 06月13日 |
| 第3話 | 手料理とボーイズトーク  | 06月20日 |
| 第4話 | 死ぬほど好きな人        | 06月27日 |
| 第5話 | 2本の傘と降り出した想い | 07月04日 |

### 放送局
| 放送期間                | 放送時間                      | 放送局     | 対象地域   | 備考   |
| ----------------------- | ----------------------------- | ---------- | ---------- | ------ |
| 2022年8月17日 - 9月21日 | 水曜 0:25 - 0:55 （火曜深夜） | フジテレビ | 関東広域圏 | 製作局 |

### ネット配信
| 配信開始月 | 配信サイト | 配信料金   | 備考 |
| ---------- | ---------- | ---------- | ---- |
| 2022年6月  | FOD        | 定額制有料 |      |
| 2022年6月  | Rakuten TV | 都度課金   |      |